# Saint-Marcory
Saint-Marcory – miejscowość i gmina we Francji, w regionie Nowa Akwitania, w departamencie Dordogne.
Według danych na rok 1999 gminę zamieszkiwało 58 osób, a gęstość zaludnienia wynosiła 12 osób/km² (wśród 2290 gmin Akwitanii Saint-Marcory plasuje się na 1115. miejscu pod względem liczby ludności, natomiast pod względem powierzchni na miejscu 1435.).